# Régiment du génie français
L'armée française a constitué de façon ancienne des unités spécialisées dans le génie militaire.

## Liste

### Unités régulières
- 1er régiment du génie - Dissous
- 2e régiment du génie - Dissous
- 3e régiment du génie
- 4e régiment du génie - Dissous

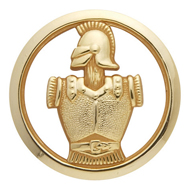
Insigne de béret du génie.

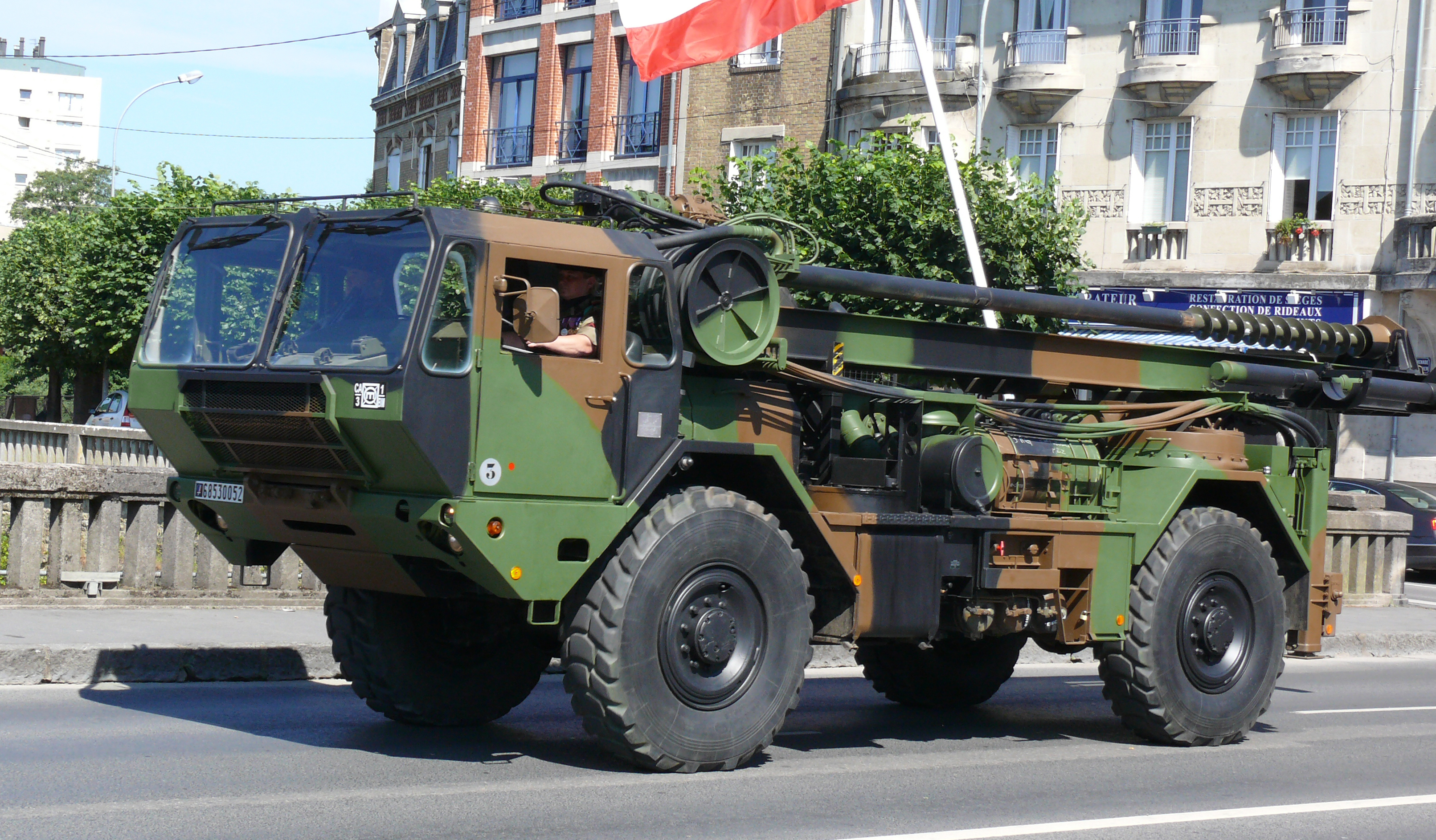
Moyen de forage rapide de destruction du 3e régiment du génie lors du défilé du 14 juillet 2010 à Charleville-Mézières.

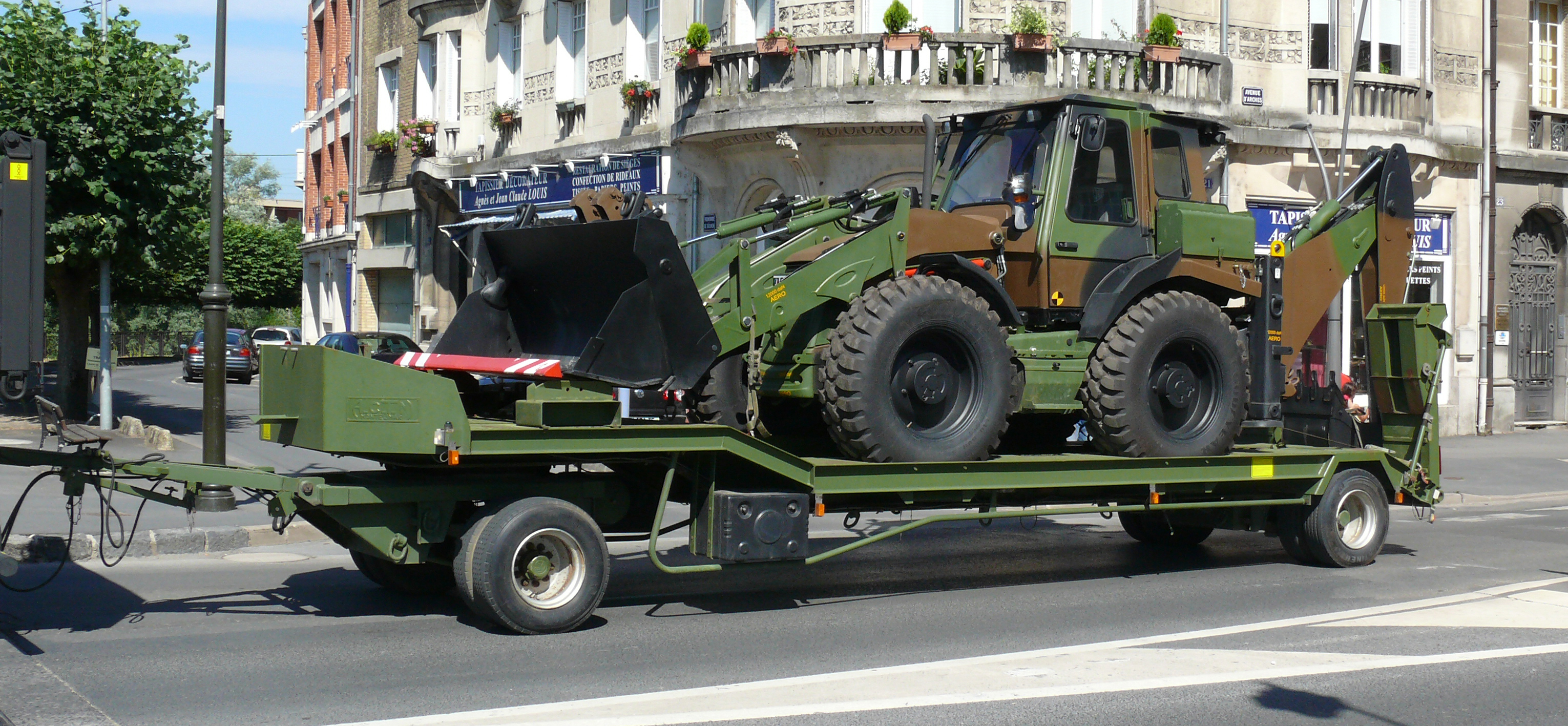
Engin du Génie Rapide de Protection.

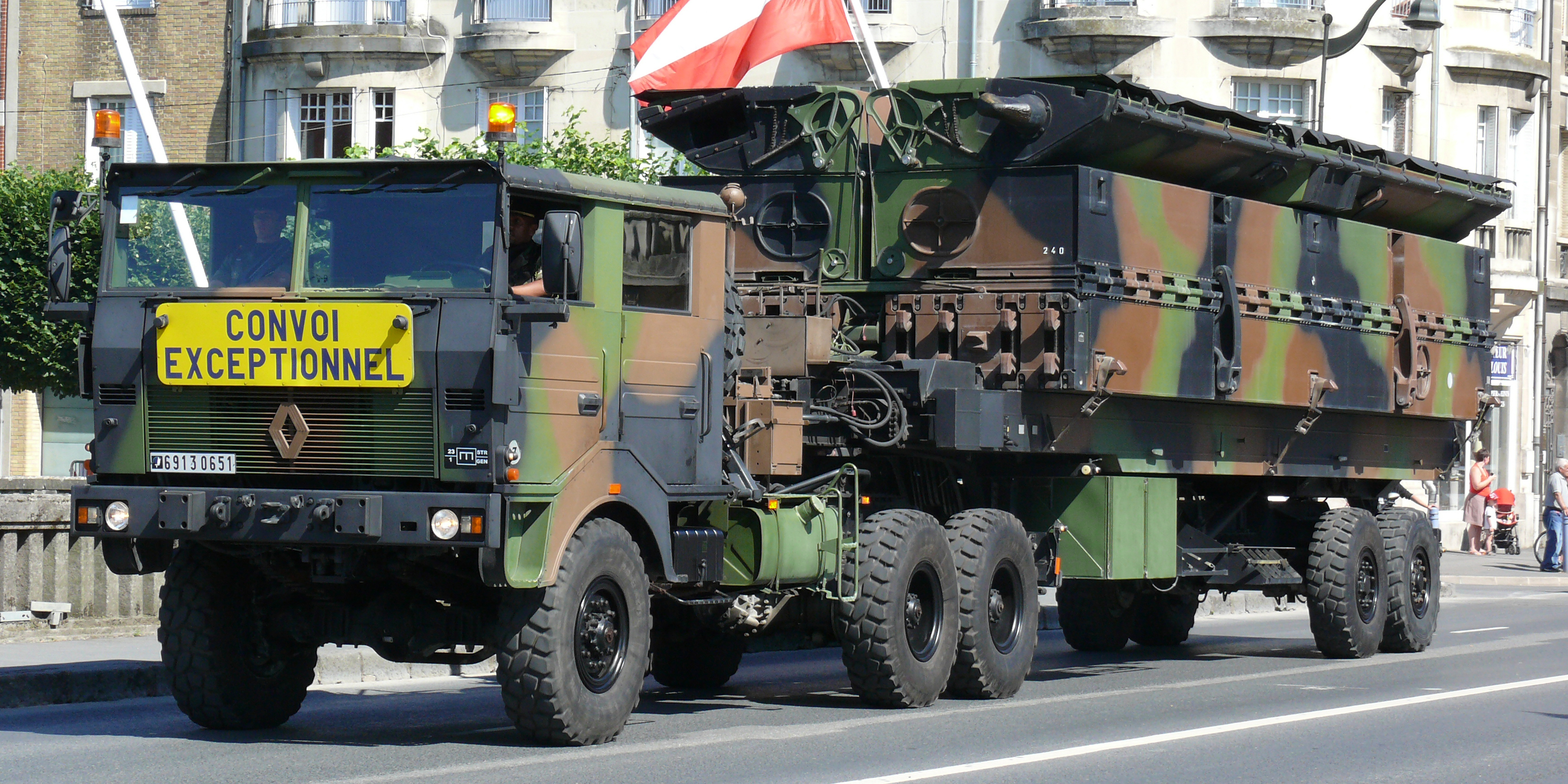
Pont flottant motorisé.

- 5e régiment du génie, génie ferroviaire - Dissous
- 6e régiment du génie
- 7e régiment du génie - Dissous
- 8e régiment du génie, devenu 8e régiment de transmissions
- 9e régiment du génie - Dissous
- 10e régiment du génie - Dissous
- 11e régiment du génie - Dissous
- 12e régiment du génie - Dissous
- 13e régiment du génie
- 14e régiment du génie - Dissous
- 15e régiment du génie, spécialisé dans les chemins de fer de campagne - Dissous
- 16e régiment du génie - Dissous
- 19e régiment du génie
- 20e régiment du génie - Dissous
- 21e régiment du génie - Dissous
- 22e régiment du génie - Dissous
- 23e régiment du génie - Dissous
- 24e régiment du génie - Dissous
- 25e régiment du génie - Transformé en régiment du génie de l'air
- 26e régiment du génie - Dissous
- 27e B.G.S.M. régiment du génie - Dissous
- 28e régiment du génie - Dissous
- 29e régiment du génie - Dissous
- 30e régiment du génie - Dissous
- 31e régiment du génie
- 32e régiment du génie - Dissous
- 33e régiment du génie - Dissous
- 34e régiment du génie - Dissous
- 71e régiment du génie - Dissous
- 72e régiment du génie - Dissous
- 101e régiment du génie - Dissous

### Unités de la légion étrangère
- 1er régiment étranger de génie
- 2e régiment étranger de génie
- 6e régiment étranger de génie - Transformé en 1er REG

### Unités parachutistes et génie d'assaut
- 17e régiment du génie parachutiste

### Unités de rang inférieur
- 65e régiment du génie de réserve- Dissous
- 112e régiment du génie de réserve- Dissous